# Leche A2

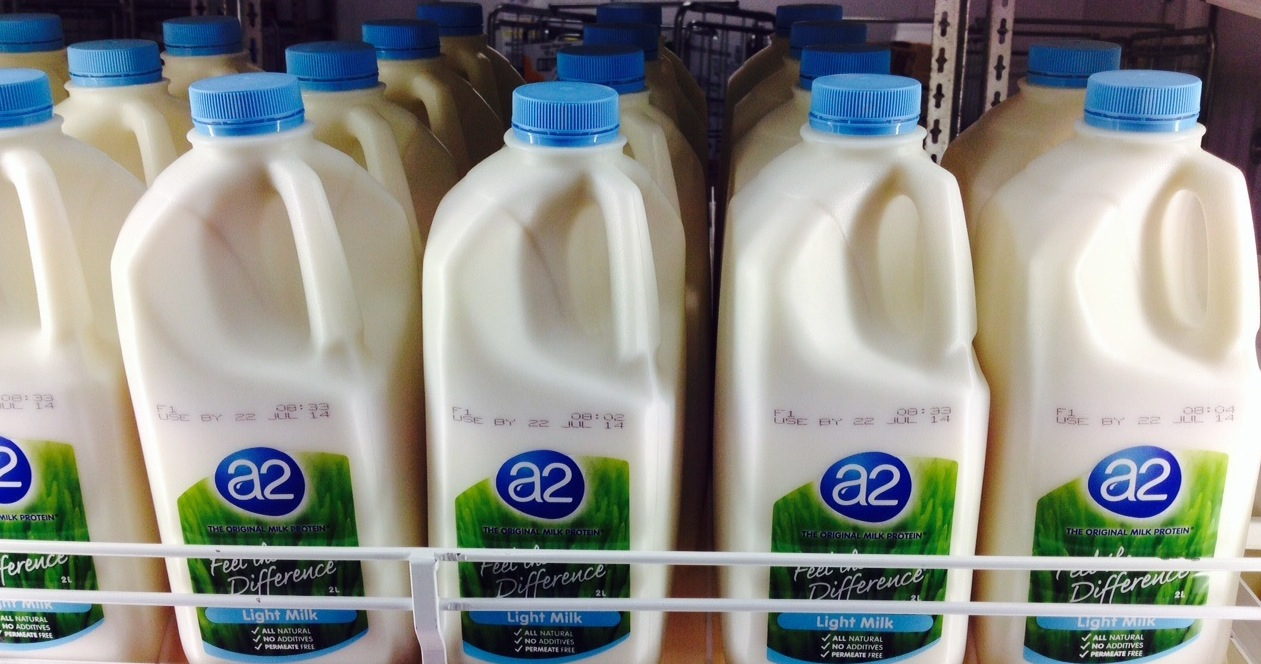
Leche de marca A2 en una nevera de supermercado

La leche A2 es una marca registrada de la A2 Corporation. La A2 Corporation da licencias a productores de leche y distribuidores para utilizar la identificación registrada Leche A2 a la leche que ellos producen. La licencia solo se otorga a aquellas compañías con vacas que producen la proteína β-caseína A2, no la A1. La proteína β-caseína A1 es el tipo de proteína que más comúnmente se presenta en la leche de vaca producida en Europa (sin contar Francia), Estados Unidos, Australia y Nueva Zelanda.
Las β-caseínas A1 y A2 son categorías de proteínas con diferentes estructuras químicas. La Corporación A2 sostiene que la diferencia de las estructuras es importante, y ha contratado la realización de estudios para intentar confirmar la relación entre la casomorfina BCM7 (producida cuando se digiere la β-caseína A1) y varios tipos de enfermedades comunes, incluidas las enfermedades cardíacas.
Un test genético, desarrollado por la Corporación A2, permite determinar si una vaca produce leche que contiene proteína A2 o A1. El test utiliza pelo de la cola de la vaca para determinar esta característica, y basado en sus resultados la Corporación A2 otorga licencias. La leche A2 se puede conseguir en Nueva Zelanda, Australia,  España (sobre todo en Galicia con la marca Deleite), Chile y en mucho menor medida en Estados Unidos.
Las leches de búfala, oveja, camella y cabra son catalogadas como tipo A2.